# Azur Air (Russland)
Azur Air (russisch Азур эйр) ist eine russische Charterflug-Fluggesellschaft und Tochtergesellschaft der türkischen Anex Tourism Group.

## Geschichte
Azur Air wurde 1995 als Katekavia gegründet und 2014 in Azur Air umbenannt. Im Dezember 2017 beschränkte die russische Luftfahrtbehörde Rosawiazija die Gültigkeit des Betreiberzertifikates auf die Zeit bis zum 20. März des Folgejahres. Eine Aufhebung der Beschränkung setze voraus, dass alle Mängel im Hinblick auf die Aufrechterhaltung der Lufttüchtigkeit von Flugzeugen und die Organisation des Flugbetriebes, die während der Überprüfung 2017 festgestellt worden waren, abgestellt seien, andernfalls erlösche die Betriebserlaubnis. Die Behörde soll laut dem Fachportal Russian Aviation Insider allein im Januar sieben Verspätungen von mehr als zwei Stunden festgestellt haben, die durch technische Probleme am Fluggerät verursacht waren. :
Vor dem Russischen Überfall auf die Ukraine 2022 bestand die Flotte von Azur Air aus mehr als 30 Flugzeugen. Nach dem Überfall wurde der EU-Luftraum im März 2022 für russische Flugzeuge geschlossen. Azur Air stellte alle Auslandsflüge ein. Im Sommerflugplan 2022 wollte Azur 12 von noch 22 verfügbaren Flugzeugen einsetzen. Inzwischen werden auch wieder etwa 100 wöchentliche Flüge in die Türkei angeboten.

## Flotte
Mit Stand Februar 2024 besteht die Flotte der Azur Air aus 16 Flugzeugen mit einem Durchschnittsalter von 27,0 Jahren:
| Flugzeugtyp      | Anzahl | bestellt | Anmerkungen                                                                                            | Sitzplätze (Business/Economy) | Durchschnittsalter (Februar 2024) |
| ---------------- | ------ | -------- | --- | ----------------------------- | --------------------------------- |
| Boeing 757-200   | 09     |          | vier inaktiv; fünf mit Winglets ausgestattet; eine mit reiner Business Class-Bestuhlung für Lujo Hotel | 72 (72/-) 238 (-/238)         | 25,5 Jahre                        |
| Boeing 767-300ER | 06     |          | eine mit Winglets ausgestattet                                                                         | 336 (-/336)                   | 30,8 Jahre                        |
| Boeing 777-300ER | 01     |          | inaktiv                                                                                                | 531 (7/524)                   | 17,4 Jahre                        |
| Gesamt           | 16     | -        | |                               | 27,0 Jahre                        |

### Ehemalige Flugzeugtypen
- Boeing 737-800
- Boeing 737-900ER

## Zwischenfälle

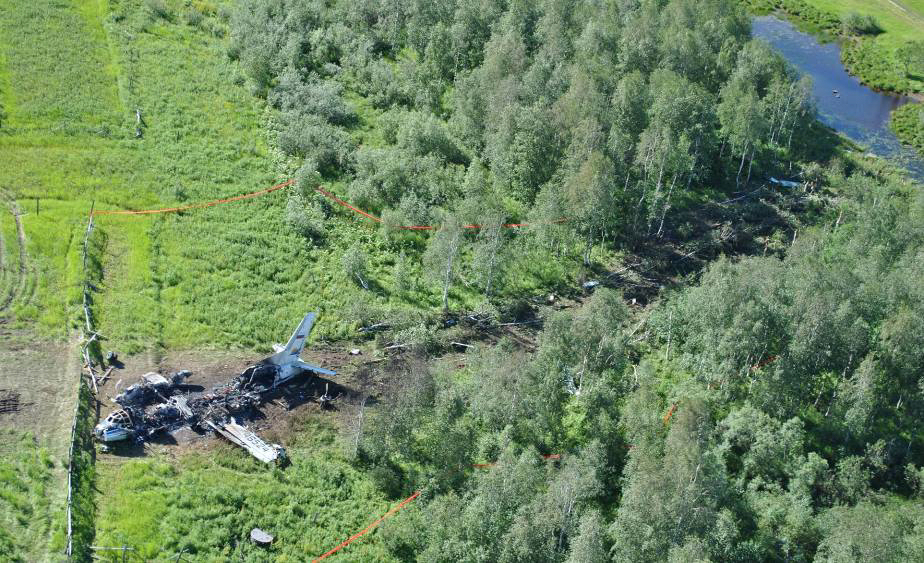
Die Unfallstelle der im August 2010 verunglückten AN-24

- Am 3. August 2010 verunglückte eine Antonow An-24 der Katekavia (Luftfahrzeugkennzeichen RA-46524) auf dem Weg vom Flughafen Tscheremschanka zum Flughafen Igarka. Dabei kamen 12 von 15 Menschen an Bord ums Leben. Der Unfall wurde durch einen Pilotenfehler verursacht (siehe auch Katekavia-Flug 9357).[7]